# Cazaquistão Oriental

Localização da região de Cazaquistão do Leste

O Leste do Cazaquistão ou Cazaquistão Oriental (Шығыс Қазақстан, em cazaque; Восточно-Казахстанская, em russo), também conhecida como Shyghys Qazaqstan, é uma região do Cazaquistão. Sua capital é Öskemen. Tem 283 300 km². A população estimada da região é de 1 442 000 habitantes (2005). Tem origem no óblast do mesmo nome, criado em 10 de março de 1932.